# 坪内石斎
坪内 石斎（つぼうち せきさい、生没年不詳）は、室町時代末期の日本の料理人。「石斎」の名には異説もあり、坪内某とすることもある。
以下のようなエピソードで知られる。
三好氏に料理人として仕えていたが、織田方により捕らえられる。永禄11年（1568年）に織田信長が上洛した際に、織田家の賄頭を務めていた市原五右衛門が坪内は料理人であるから誅殺するには及ばない、料理の腕もよく、作れぬ料理は無いため料理人として召し抱えてはどうかと信長に進言。これを容れた信長はためしに坪内に料理を作らせたが、一口食べて水臭いと激怒し、坪内を即座に手討ちにしようとした。坪内はもう一度だけ料理を作り、もしそれが気に入らなければ切腹する旨を伝え、翌日、再び料理を出したところ、今度はようやく信長に気に入られ、召し抱えられることとなった。
後日、坪内は最初に出した料理は京風の薄味料理、二度目のは田舎風の濃味料理であり、信長は田舎者と謗ったという逸話が『常山紀談』「五六 坪内某料理の事」などに残されている。
木下謙次郎が1925年（大正14年）に発表した随筆『美味求真』も「厨人坪内に属する挿話」として採り上げられている。

## 実際した人物か？
坪内が実在した人物であるかに関してははっきりとはしていない。当時の庖丁人と料理人の立場は明確に異なるもので、庖丁人は実際には調理を行わない高位の管理者であった。坪内は織田家の捕虜として扱われていたので、少なくとも庖丁人であったと思われるが、一方で料理人としても描かれていることや、もし庖丁人であったとしても『続群書類従』にある「永録四年三好亭御成記」に坪内の名前は残されていないことから、坪内は実在しない、後年に創作された人物であると考えられる。そもそも、坪内の話が書かれている『常山紀談』は、坪内と信長の逸話から少なくとも150年以上は経った江戸時代（1739年）に成立した書物で、内容が痛快なうえ、読みやすい文章なので当時は大変な人気を得ていたようであるが、歴史的根拠には乏しいと言わざるを得ない。

## 坪内石斎が登場する創作作品
- 国盗り物語 - 司馬遼太郎の小説。「織田信長編」に「坪内石斎」として登場。
- 信長のシェフ - 梶川卓郎の漫画。単行本23巻に登場。上記のエピソードの後、織田に降伏した三好家（三好康長）に帰参を赦されたことになっている。下の名は呼ばれず「坪内」とだけ呼ばれている。
- それから - 夏目漱石の小説。「六」で上記のエピソードが会話中に登場。主人公・長井代助によって、食うため（生活のため）に働いたために誠実に働けなかった「堕落料理人」であるとして言及されている。ただし、坪内石斎の名は出ていない。